# ساوائوچی، ایواته
ساوائوچی، ایواته (به لاتین: Sawauchi) یک منطقهٔ مسکونی در ژاپن است که در ناحیه توهوکو واقع شده‌است. ساوائوچی ۳٬۶۵۸ نفر جمعیت دارد.